# وین (ایندیانا)
وین (به انگلیسی: Vienna) یک منطقهٔ مسکونی در ایالات متحده آمریکا است که در شهرستان اسکات، ایندیانا واقع شده‌است. وین ۱۷۴ متر بالاتر از سطح دریا واقع شده‌است.